# Теофило Спасојевић
Теофило Спасојевић (Београд, 21. јануар 1909 — Београд, 28. фебруар 1970) је бивши југословенски фудбалер и правник. Играо је на позицији левог бека. Дипломирао је на Правном факултету у Београду.
Фудбал је почео да игра у подмлатку београдске Југославије. Првотимац је постао 1925. и до 1931. је за њу одиграо 110 званичних утакмица.
Двапут је облачио дрес градске селекције Београда, а исти број наступа је забележио и у дресу репрезентације Југославије. Дебитовао је 6. маја 1928. против Румуније (3-1) у Београду, на утакмици одиграној за Куп пријатељских земаља. Био је учесник Светског првенства 1930. у Уругвају, на којем је репрезентација Југославије стигла до полуфинала, али није наступио ни на једном мечу. Свој други и последњи меч у дресу са државним грбом, одиграо је одмах након тог Светског првенства, у пријатељском мечу са Аргентином (1-3), 3. августа 1930. у Буенос Ајресу.